# Alba (orangután)
Alba (Provincia de Borneo Central, Indonesia, 2012) es la única orangután albina conocida del mundo. Pertenece a la subespecie orangután de Borneo meridional (Pongo pygmaeus wurmbii). Fue encontrada el 19 o 29 de abril de 2017 en una jaula en la aldea Tanggirang, en la provincia de Borneo Central, en Indonesia. Se encontraba en mal estado, con síntomas de malnutrición, estresada, deshidratada, débil, sufriendo una infección parasitaria y mostrando poco apetito. Durante los primeros días permaneció en cuarentena y bajo una luz tenue debido a su sensibilidad a la luz solar. Después de estar sometida a cuidados médicos, comenzó a probar alimentos como frutas y leche, hasta que ganó 4,5 kg. En septiembre de 2017 tenía 5 años de edad, 17,4 kg y ha realizado grandes progresos. Por cuestiones de salud relacionadas con el albinismo (problemas visuales, complicaciones auditivas y cáncer de piel) tuvo que ser trasladada a una zona forestal segura.
La BOS Fundation (Fundación para la Supervivencia de los Orangutanes de Borneo por sus siglas en inglés), una fundación indonesia dedicada a la conservación del orangután de Borneo y de su hábitat, lanzó una campaña de recaudación de fondos para crear una isla forestal de más de 5 hectáreas, donde Alba pueda vivir libremente en un hábitat natural y protegida de las amenazas que generan los humanos, como la deforestación. Se informó que viviría con otros tres orangutanes que conoce, y el grupo sería protegido, controlado y observado constantemente por un equipo especializado para evaluar la adaptación de los orangutanes en la isla. Después de un delicado proceso de recuperación y adaptación fue liberada el martes 18 de diciembre de 2018 junto con otra hembra llamada Kika, en un bosque protegido en la parte indonesia de la isla de Borneo, según ha informado la BOSF. Fue observada por primera vez viviendo en libertad en el bosque tropical de Borneo.
En marzo de 2020, se informó que fue vista «en perfecto estado».